# Bargstall
Bargstall ist eine Gemeinde im Kreis Rendsburg-Eckernförde in Schleswig-Holstein. Außer Bargstall hat die Gemeinde keine weiteren Ortsteile.

## Geografie und Verkehr
Bargstall liegt etwa 13 km südwestlich von Rendsburg am Dellstedter Birkwildmoor. Südlich verläuft die Bundesstraße 203 von Rendsburg nach Heide, nördlich die Bundesstraße 202 von Rendsburg in Richtung Eiderstedt.

## Geschichte
Bargstall wurde 1542 erstmals urkundlich erwähnt. Mitte des 18. Jahrhunderts wurde das Land vermessen; im Rahmen der Moorkolonisation siedelten sich mehrere Familien an.

## Politik

### Gemeindevertretung
Bei der Kommunalwahl am 14. Mai 2023 wurden insgesamt sieben Sitze vergeben. Die Aktive Wählergemeinschaft in der Gemeinde Bargstall erhielt vier Sitze und die Kommunale Wählergemeinschaft Bargstall erhielt drei Sitze.

### Wappen
Blasonierung: „In Gold ein erhöhter grüner Dreiberg, geteilt von einem goldenen Schrägwellenbalken, oben ein goldenes Eichblatt, unten eine goldene Urne.“